# Denis Kahrimanović
Denis Kahrimanović (* 27. April 2000) ist ein bosnisch-österreichischer Fußballspieler.

## Karriere

### Verein
Kahrimanović begann seine Karriere beim FC Pinzgau Saalfelden. Zur Saison 2014/15 wechselte er in die Akademie der SV Ried, in der er fortan sämtliche Altersstufen durchlief. Im März 2018 debütierte er für die Amateure der Rieder in der viertklassigen OÖ Liga. Im Mai 2018 stand er gegen den FC Blau-Weiß Linz erstmals im Profikader des Zweitligisten, für den er aber nie zum Einsatz kam. Für die Amateure absolvierte er insgesamt 16 Viertligapartien. Mit Ried II stieg er 2019 in die Regionalliga auf.
Den Aufstieg machte er aber nicht mit, zur Saison 2019/20 wechselte er zu Zweitligist FC Juniors OÖ. Von den Juniors wurde er aber direkt auf Kooperationsbasis an Regionalligist Pinzgau Saalfelden verliehen, bei dem er einst seine Karriere begonnen hatte. Im Jänner 2020 wurde er von den Salzburgern fest verpflichtet. In vier Spielzeiten in Saalfelden absolvierte Kahrimanović 75 Partien in der Regionalliga.
Zur Saison 2024/25 schloss sich der Verteidiger Ligakonkurrent SV Austria Salzburg an. Für Salzburg absolvierte er 26 Spiele in der Westliga, mit der Austria stieg er zu Saisonende als Meister in die 2. Liga auf. Sein Zweitligadebüt gab er anschließend im August 2025, als er am zweiten Spieltag jener Saison gegen den First Vienna FC in der Startelf stand.

### Nationalmannschaft
Kahrimanović spielte zwischen August und Dezember 2016 sechsmal für die bosnische U-17-Auswahl. Im April 2018 kam er zweimal im U-18-Team zum Zug.